# Петров Олександр Степанович
Олександр Степанович Петров (1906, місто Санкт-Петербург — ?) — радянський діяч, військовий комісар прикордонного загону НКВС в Молдавській РСР, полковник. Депутат Верховної Ради СРСР 1-го скликання.

## Життєпис
Закінчив чотири групи сільської школи. До 1919 року навчався і жив на утриманні батьків в Петрограді. Потім працював розсильним продовольчого складу, чорноробом військово-морського госпіталю і торгового порту, з 1924 року — підручним клепальника, клепальником та бригадиром клепальників Балтійського суднобудівного заводу міста Ленінграда. Одночасно був редактором молодіжної стінгазети, економпрацівником цехового осередку та заступником секретаря комітету ВЛКСМ Балтійського суднобудівного заводу.
У прикордонних військах ОДПУ-НКВС з 1928 року. Службу в прикордонних військах розпочав червоноармійцем 26-го прикордонного загону ОДПУ міста Одеси. Член ВКП(б) з 1930 року.
У 1931—1932 роках — слухач Центральної школи ОДПУ в Москві.
З 1932 року — уповноважений в 57-м (Хабаровськ) і 62-м (Владивосток) прикордонних загонах ОДПУ. У 1935—1936 роках — уповноважений 55-го прикордонного загону НКВС (Джалінда Читинського округу).
У 1936—1938 роках — молодший, потім старший помічник начальника 1-го відділу 2-го Рибницького прикордонного загону Прикордонних військ НКВС Молдавської РСР. З 1938 року — військовий комісар 2-го прикордонного загону НКВС.
У 1938—1939 роках — слухач курсів військових комісарів при Військово-політичному училищі військ НКВС СРСР імені Ворошилова у Ново-Петергофі.
У 1939—1940 роках — військовий комісар штабу Прикордонних військ НКВС Білоруського округу в Мінську.
У 1940—1941 роках — заступник начальника відділу політичної пропаганди прикордонних військ НКВС Молдавської РСР.
Учасник німецько-радянської війни з червня 1941 року  на Південному фронті. Служив військовим комісаром охорони тилу 9-ї армії, начальником політичного відділу військ НКВС з охорони тилу Південного фронту. Наказом НКВС СРСР № 00177 від 10 липня 1942 року полковий комісар Олександр Петров виведений в групу резерву при Політичному управлінні військ НКВС
15 серпня 1945 — 31 березня 1953 року — начальник Управління НКВС—МВС по Могильовській області Білоруської РСР, полковник.

## Звання
- лейтенант
- полковник

## Нагороди
- орден Трудового Червоного Прапора (1948)
- орден Червоного Прапора (21.04.1945)
- медаль «ХХ років РСЧА» (1938)
- медалі